# Yan Wengang
Yan Wengang (1 juli 1997) is een Chinees skeletonracer.

## Carrière
Yan maakte zijn wereldbekerdebuut in het seizoen 2017/18, waar hij een 41e plek behaalde. In het volgende seizoen nam hij aan meer wedstrijden deel en werd 27e. In het seizoen 2019/20 deed hij een vol seizoen mee aan de wereldbeker en werd 15e.
Hij deed voor het eerst mee aan het wereldkampioenschap 2019 waar hij een 20e plaats behaalde. In 2020 eindigde hij net uit de top tien met een 11e plaats, in het nieuwe onderdeel werd hij zesde.
In 2022 nam hij deel aan de Olympische Spelen in eigen land en wist de bronzen medaille te winnen.

## Resultaten

### Olympische Spelen
| Jaar | Plaats | Resultaat |
| ---- | ------ | --------- |
| 2022 | Peking | Brons     |

### Wereldkampioenschappen
| Jaar | Plaats    | Resultaat                       |
| ---- | --------- | ------------------------------- |
| 2019 | Whistler  | 20e Individueel                 |
| 2020 | Altenberg | 11e Individueel 6e Gemengd team |

### Wereldbeker
Eindklasseringen
| Seizoen   | Rang |
| --------- | ---- |
| 2017/2018 | 41e  |
| 2018/2019 | 27e  |
| 2019/2020 | 15e  |
| 2020/2021 | /    |
| 2021/2022 | 18e  |
| 2022/2023 | 11e  |